# منوچهر طبری
منوچهر نسبی طبری (زاده ۳۱ تیر ۱۳۲۰ بابل - ۱۷ آذر ۱۳۸۹ آمریکا) فیلمبردار، کارگردان و مستندساز یهودی عرصهٔ فرهنگ-صنعت ایرانی است.

## زندگی
منوچهر نسبی طبری در تاریخ ۳۱ تیر ۱۳۲۰ در بابل مازندران زاده شد. پدر وی اسدالله (متولد بابل) و مادرش حشمت حکیمه (متولد تهران) بود. نام مذهبی وی «مَنَشِه» بود که از نظر تبارشناسی، بزرگترین فرزند یوسف و معنایش فراموشی است. پدرش از مهاجران بخارا بود که به همراه دیگر افراد فامیل به ایران مهاجرت کرده و در بابل ساکن شده بودند. پدرش در آغاز به خرید و فروش محصولات کشاورزی روی آورد و سپس از طریق هنر شمع‌سازی امرار معاش می‌نمود. اما این شغل نمی‌توانست مخارج زندگی خانواده را تأمین کند، لذا مادر منوچهر هم به شغل خیاطی روی آورد.
خانواده‌ منوچهر مؤمن یهودی بودند. او از پنج‌سالگی به مدرسه سپرده شد. دوران دبستان و متوسطه را در مدرسه اتحاد (آلیانس) تهران گذراند و پس از اتمام تحصیل در هفده‌سالگی سفر ماجراجویانهٔ خود را آغاز کرد. او از راه زمینی به آلمان رفت و پس از سفر به شهرهای مختلف آلمان، با کشتی به فرانسه و در پایان با داشتن ۱۷ دلار به ایالت نیوجرسی در آمریکا رسید.
در مدت اقامت شش‌ساله خود در آمریکا دوره‌های آرایشگری و کارگردانی تئاتر عروسکی را گذراند. ابتدا به شوق خلبانی در پی تحصیل در این رشته برآمد، اما دیری نپایید که اعتراض پدر و مادر وی را از این تصمیم منصرف ساخت. وی برای گذرانیدن امور زندگی در آمریکا، طی دوران تحصیل دورهٔ آرایشگری را آموخت. سپس به کالج عکاسی جرمیاس که دانشکده‌ای تجربی بود رفت و پس از دوسال‌ونیم در سال ۱۹۶۴ در رشتهٔ عکاسی و فیلمبرداری فارغ‌التحصیل شد. جهت تکمیل این فن به مدرسهٔ ژولاپس وارد شد که مدرسه‌ای حرفه‌ای در عکاسی و فیلمبرداری بود. دورهٔ دوسالهٔ این دانشکده نیز با موفقیت طی شد؛ و منوچهر برای اقامتی کوتاه به ایران بازگشت با این امید که در بازگشت تحصیلات خود را به پایان برساند ولی مرگ پدر، او را برای همیشه ناگزیر از ماندن در ایران کرد؛ مگر سالهای آخر عمر. پس از بازگشت به ایران، تحصیلات خود را در رشتهٔ فیلمبرداری دانشگاه تهران به اتمام رساند.
پای او به کانون فیلم باز شد و آشنایی با فرخ غفاری عاملی شد تا در سال ۱۳۴۶ به استخدام تلویزیون تازه تأسیس درآید. او که دورهٔ فیلمبرداری و عکاسی دیده بود، به عنوان فیلمبردار به واحد فیلمبرداران رفت. در همان سال در سمتِ دستیار محمود نصیری فیلمبردار تلویزیون، در فیلم مستند پالایشگاه تهران از هوشنگ کاووسی حضور داشت. دیری نپایید با کوشش چشمگیر، به عنوان کارشناس واحد فیلمسازی و فیلمبردار شناخته شد. ضمن آنکه استعداد خود را در کارگردانی فیلم‌های مستند خبری و ورزشی بروز داد.هنوز دو ماه از استخدامش در تلویزیون نگذشته بود که پدرش درگذشت.وی در دی‌ماه سال ۱۳۸۰ به عضویت انجمن مستندسازان ایران درآمد.
منوچهر طبری در سال ۱۳۶۴ با ژاکلین مهرزادی ازدواج نمود. ماحصل این پیوند دو پسر و یک دختر بود.وی در ۱۷ آذر سال ۱۳۸۹ در آمریکا به دلیل ابتلا به سرطان درگذشت و مراسم بزرگداشت او در کنیسه لوبیان (سزاوار) تهران برگزار شد.

## سینما
از همان آغاز علاقه‌ای به کارگردانی داشت و در فهرست کارهایش از سال ۱۳۵۱ کارگردانی–فیلمبرداری هست. منوچهر طبری که در سال ۱۳۵۱ برای فیلمبرداری از مسابقات وزنه‌برداری عازم سنندج شده بود، طی ملاقاتی که با احمد شاملو، سفارش ساخت فیلمی از دراویش قادری از او می‌گیرد. اگرچه در ابتدا به او اجازهٔ فیلمبرداری داده نمی‌شد، ولی با پافشاری وی، سرانجام در سال ۱۳۵۳ موفق شد فیلم لحظاتی چند با دراویش قادریه را به صورت سیاه و سفید و به مدت ده دقیقه بسازد. این فیلم که با دستیاری احمد صدقی وزیری ساخته شده بود در برنامهٔ فرهنگ ایران‌زمین با حضور بهرام فره‌وشی از جنبهٔ فرهنگِ «ور» یا داوری ایزدی (که آئینی برای اثبات حقانیت بود و ۹ من روی گداخته بر تن موبد بزرگ زرتشتی دورهٔ ساسانی آذرپاد مهراسپندان ریختند و تفسید) به‌طور وسیع شناسانده شد. این فیلم اولین حضور سینما در محافل دراویش قادری است.
موفقیت فیلم باعث شد تا او به فکر بیفتد تا در نسخهٔ کامل‌تری، فیلمی مفصل از دراویش و به شیوهٔ رنگی بسازد؛ و چنین شد که مطرب عشق (۱۳۵۶) شکل گرفت. تولید فیلم از سال ۱۳۵۵ شروع شد و چند ماه قبل از انقلاب ساواک راش‌های فیلم را جمع کرد و برد و کار نیمه‌تمام ماند. بعد از انقلاب با دستیابی به نگاتیوها کار با تدوین داود یوسفیان تمام شد. مطرب عشق در گروه ایران‌زمین تلویزیون و به راهنمایی پرویز شفا از پنج گروه از دراویش کردستان و خانقاه‌ها و شیوهٔ زیست و کرامات شیوخ و شرح حال و زندگی مردمان، به شیوهٔ مردم‌نگاری نجات فراهم آمد. این فیلم به عنوان پروژهٔ پایان تحصیلی وی در سال ۱۳۵۸ به دانشکده هنرهای دراماتیک ارائه شد. وی در مطرب عشق به سوی مردم‌نگاری و بافتی‌سازی فرهنگ رفت و فیلم را مبتنی بر پارادایم مردم‌نگاری یعنی «کل‌گرایی» ساخت.
از آن پس، از سال ۱۳۵۷ طبری به کارگردانی روی آورد و از آن به بعد بسیاری از ساخته‌هایش را با عنوان فیلمبردار، تهیه‌کننده، کارگردان، نویسنده و تدوینگر ارائه می‌کند. فیلم‌هایی چون: سفرنامهٔ نطنز (۱۳۶۱)، دانه‌های روغنی (۱۳۷۰)، قطعه‌ای برای شبانان دشت کودکی (۱۳۷۵) از آن جمله‌اند.
از جمله دیگر کارهای وی می‌توان به فیلمبرداری آثاری از هژیر داریوش، خسرو سینایی، زکریا هاشمی و احمد شاملو نیز اشاره کرده‌است ضمن این‌که در فیلمبرداری صحنه‌هایی از سفر شاسی مرتضی شاملی (۱۳۵۹) و سیر آب در ایران نظام کیایی و سنگ آتش آهن محمدرضا فرهومند نیز همکاری داشت.
وی به ویتنام و لبنان هم رفت. وی همراه با با جواد علامیر دولو (تهیه‌کننده گروه رپرتاژ خارجی) به ویتنام رفت. پس از انقلاب هم مدتی به آمریکا رفت.
وی در تیرماه ۱۳۵۸ از هنرهای دراماتیک با معدل بسیار خوب فارغ‌التحصیل شد. او جزو گروه فیلمبرداران روز ورود روح‌الله خمینی در ۱۲ بهمن ۱۳۵۷ بود. در جریان جنگ ایران و عراق نیز از سکوهای نفتی نصر و سیری فیلم گرفت.

## آثار
منوچهر طبری به عنوان کارگردان با فیلمبردارهای چندی از جمله وانوش وارطانیان، فرهاد خرقانی، فرهاد صبا، عباس باقریان، توفیق ابراهیمی، علیرضا تقی‌خانی و اسماعیل امامی نیز کار کرد.
از دیگر فیلم‌های مهم وی عبارتند از:
- ۱۳۵۳ - لحظاتی چند با دراویش قادریه، سازمان رادیو و تلویزیون ملی ایران، فیلم ۱۶ میلی‌متری، سیاه و سفید، ۱۰ دقیقه[۵]
- ۱۳۵۶ - مطرب عشق: طریقت و زندگی دراویش قادری کردستان، ۱۳۵۶–۱۳۵۴، سازمان رادیو و تلویزیون ملی ایران، گروه ایران‌زمین، فیلم ۱۶ میلی‌متری، رنگی، ۴۰ دقیقه[۵]
- ۱۳۶۱ - سفرنامۀ نطنز (خاطرات یک بازدید عینی – خیالی از شهر نطنز تاریخی و چگونگی ساختن قفل‌های قدیمی و گشودن آن‌ها)
- کشاورزان بلخاری (کشاورزان بلخار اصفهان، پشت جبهه‌ها تا بار فروشان میدان و وضع نابسامان این کشاورزان)
- ۱۳۷۰ - مروری بر دانه‌های روغنی (بررسی دانه‌های روغنی ایران و عصاری‌های قدیمی از هخامنشی تاکنون)
- مجموعهٔ صنعت سنگین ([برای وزارت صنایع] بررسی امکانات و مشکلات صنایع با مروری بر صنایع آلمان و فرانسه)
- ۱۳۷۵ - قطعه‌ای برای شبانان دشت کودکی (زندگی تابستانی بچه‌های دشت مغان)
- مردم پاکستان
- عید شاووعوت (عید شاووعوت جشن اعطای تورات است)
- عید سوکوت (سوکوت در زبان عبری به معنای سایبان‌ها است و منظور از سایبان در این‌جا ابری است که در بیابان بر سر عبرانیان کشیده شد)
- ۱۳۶۶ - پسح (عید آزادی)، صدا و سیمای جمهوری اسلامی ایران، فیلم ۱۶ میلی‌متری، رنگی، ۳۰ دقیقه[۵]
- خاخام یوسف همدانی کهن و پیرمرد یهودی‌تبار میمند و ملا مشه (یوسف همدانی کهن از مراجع دینی یهودیان ایران است. ملا مشه هلوی نیز حدود پانصد سال پیش در دوران صفویه به اتفاق جمعی، وارد کاشان شد و آرامگاهش در همان شهر است)[۱]

## پی‌نوشت
1. 1 2 3 4 5 6 7 8 9 10 11 12 13 14  «مستندساز عرصۀ فرهنگ-صنعت: دربارۀ منوچهر طبری، محمد تهامی‌نژاد، انسان‌شناسی و فرهنگ، چهارشنبه، ۴ اسفند ۱۳۸۹— ۰۰:۳۰». بایگانی‌شده از اصلی در ۱۳ اوت ۲۰۱۱. دریافت‌شده در ۱۹ اوت ۲۰۱۱.
2. 1 2 3 4 5 6 7  نوشتاری از همایون امامی برای زنده‌یاد منوچهر طبری، انجمن مستندسازان سینمای ایران، ۱۳۸۹/۱۰/۰۸[پیوند مرده]
3. 1 2 3 4 5 6  «منوچهر طبری، پایگاه اینترنتی 7dorim». بایگانی‌شده از اصلی در ۲۸ اوت ۲۰۱۱. دریافت‌شده در ۱۹ اوت ۲۰۱۱.
4. ↑  منوچهر طبری درگذشت، پایگاه اینترنتی انجمن کلیمیان تهران، ۱۷ آذر ۱۳۸۹
5. 1 2 3  «فیلم‌شناسی مستند دینی ایران (۱۲۷۹-۱۳۷۵)، پیمان اسحاقی، پایگاه خیمه - ۲۲ تیر ۱۳۸۸ - ساعت ۱۲:۳۷». بایگانی‌شده از اصلی در ۲۵ اوت ۲۰۱۰. دریافت‌شده در ۱۹ اوت ۲۰۱۱.